# 密西根大学罗斯商学院
密西根大学史蒂芬·罗斯商学院（英語：Stephen M. Ross School of Business, University of Michigan）是美國密西根大学下属的商学院，以密西根大學校友、美國房地產發展商史蒂芬·罗斯命名。根据多种排名，这个商学院，特别是它的本科和MBA项目，在世界范围内处于领先地位。2006年华尔街日报将该校的MBA列为全国最好的MBA项目；2008年美国新闻将该校的本科项目列为全国第五名。学院设有本科、硕士以及博士的课程，以及特殊教育项目。密西根大学消费者心理指数也是学院的一项成果。

## 著名校友
- 威廉·希德曼：美国联邦存款保险公司的主席
- 罗格·巴克尔：退伍军人事务部的助理部长
- 詹姆斯·丘吉尔：美国联邦大法官
- 格伦·门瑟：美国联邦大法官
- 罗纳德·怀瑟尔：美国驻斯洛伐克大使
- 拉加文德拉·巴里加：俄亥俄州立大学东方医院的创建人、心脏科科长
- 马亨德拉·班达里：著名印度外科医生
- 罗格·史密斯：通用电气公司的CEO
- 约翰·法拉奇：国际纸业公司的CEO
- 迈克尔·卡拉翰：惠而浦公司的副总裁兼CEO
- 约翰·洛里安：通用电气公司副总裁
- 大卫·博内特：地球村创始人
- 許子萱：美林證券金融分析師、2022年度香港小姐競選亞軍得主